# Хватай и беги (фильм, 2015)
«Хватай и беги» (англ. Freaks of Nature) — американский комедийный фильм ужасов режиссёра Робби Пикеринга по сценарию Орена Узила.

## Сюжет
Когда пришельцы нападают на Землю, подросток Даг оказывается в доме вместе с горячей вампиршей Петрой и зомби по имени Нед. Чтобы выжить, они должны сотрудничать. Проблема в том, что есть существенное препятствие — особый аппетит Петры и Неда.

## В ролях
| Актёр           | Роль                 |
| --------------- | -------------------- |
| Николас Браун   | Даг Паркер           |
| Маккензи Дэвис  | Петра Лейн           |
| Джош Фадем      | Нед Мосли            |
| Джоан Кьюсак    | Пег Паркер           |
| Боб Оденкёрк    | Шутер Паркер         |
| Киган-Майкл Кей | мистер Мейхью Келлер |
| Эд Вествик      | Милан                |
| Ванесса Хадженс | Лорелей              |
| Денис Лири      | Рик Уилсон           |
| Паттон Освальд  | Стюарт Миллер        |
| Крис Зилка      | Чез Мозли-младший    |
| Иэн Робертс     | Чез Мозли-старший    |
| Пэт Хили        | священник-зомби      |
| Рэйчел Харрис   | миссис Мосли         |
| Уткарш Амбудкар | Парминдер            |
| Серина Винсент  | Дейзи                |
| Мэй Уитман      | Дженна               |

## Производство
Сценарий к фильму попал в Чёрный список лучших неспродюсированных сценариев 2010 года. Джона Хилл вёл переговоры о постановке фильма.Съёмки фильма проходили в Лос-Анджелесе, Санта-Кларите, Темпл Сити и Средней школе Ван-Найса.

## Релиз
Изначально планировался к выходу в американский прокат 4 сентября 2015 года, в итоге релиз состоялся 30 октября и прошёл крайне слабо — за первый уикенд фильм собрал $ 42 713 на 107 площадках.